# Puerto Rico op de Olympische Winterspelen 1992
Tijdens de Olympische Winterspelen van 1992, die in Albertville (Frankrijk) werden gehouden, nam Puerto Rico voor de derde keer deel.

## Deelnemers en resultaten

### Bobsleeën
| Olympiër                       | Discipline                   | Resultaat | Prestatie                                                |
| ------------------------------ | ---------------------------- | --------- | -------------------------------------------------------- |
| Liston Bochette Douglas Rosado | 2-mansbob (m) Puerto Rico I  | 40e       | 4.14,07 (+10,81) (1.03,09 / 1.03,64 / 1.03,86 / 1.03,48) |
| John Amabile Jorge Bonnet      | 2-mansbob (m) Puerto Rico II | 46e       | 4.41,61 (+38,35) (1.03,51 / 1.29,57 / 1.04,51 / 1.04,02) |

### Freestyleskiën
| Olympiër         | Discipline | Resultaat | Prestatie                   |
| ---------------- | ---------- | --------- | --------------------------- |
| Luis González    | moguls (m) | 46e       | dnq (kwalificatie: 4,15 p.) |
| Jorge Torruellas | moguls (m) | 47e       | dnq (kwalificatie: 4,00 p.) |

Algerije · Amerikaanse Maagdeneilanden · Andorra · Argentinië · Australië · België · Bermuda · Bolivia · Brazilië · Bulgarije · Canada · Chili · China · Chinees Taipei · Costa Rica · Cyprus · Denemarken · Duitsland · Estland · Filipijnen · Finland · Frankrijk · Gezamenlijk team · Griekenland · Groot-Brittannië · Honduras · Hongarije · Ierland · IJsland · India · Italië · Jamaica · Japan · Joegoslavië · Kroatië · Letland · Libanon · Liechtenstein · Litouwen · Luxemburg · Marokko · Mexico · Monaco · Mongolië · Nederland · Nederlandse Antillen · Nieuw-Zeeland · Noord-Korea · Noorwegen · Oostenrijk · Polen · Puerto Rico · Roemenië · San Marino · Senegal · Slovenië · Spanje · Swaziland · Tsjecho-Slowakije · Turkije · Verenigde Staten · Zuid-Korea · Zweden · Zwitserland